# Diego Sevilla Andrés
Pour les articles homonymes, voir Diego Sevilla.
Diego Sevilla Andrés (Valence, Espagne, 1911 - 1982) est un juriste et homme politique. Professeur de droit politique à l'université de Valence, il est un idéologue et une figure intellectuelle de référence du franquisme et du phalangisme,.

## Biographie

### Enfance et famille
Il naît le 15 juin 1911 à Valence. Il est fils de Diego Sevilla Sánchez, originaire de Pozo Cañada (province d'Albacete), et de Julia Andrés Monreal, de Castellón de la Plana. Il passe son enfance à Cieza (Murcie), où son père, monarchiste, espagnoliste, fervent catholique et très conservateur, est instituteur,. Il fait ses études secondaires à Valence chez les Frères maristes,.
En 1936 il épouse Amparo Merino Ibáñez (morte en 2010 à 96 ans).

### Études supérieures
Entre 1927 et 1932 il obtient par concours une bourse qui lui permet de travailler au Colegio Mayor San Juan de Ribera (es) de Burjassot (où seront formés nombre de membres de l'élite politique valencienne durant le franquisme), pour étudier le droit à l'université de Valence,. Il obtient sa licence en 1932 avec mention sobresaliente, (équivalent d'une mention « très bien »).
Il commence à préparer son doctorat lors de l'année universitaire 1932-1933 à l'université centrale de Madrid. Six mois durant il approfondit ses études en 1933 à l'université de Louvain grâce à la bourse Blasco Ibáñez octroyée par la députation provinciale de Valence. Il s'y consacre au droit du travail.
En 1942, il est professeur auxiliaire intérimaire (Auxiliar temporal provisional), rattaché à la chaire de droit politique et international public et privé de l'université de Valence,. Le 13 juin 1944, il est nommé docteur en droit après avoir présenté à Madrid une thèse intitulée Donoso Cortés, consacrée à l'intellectuel contre-révolutionnaire Juan Donoso Cortés,.

### Carrière académique et activités juridiques
En 1934, à l'âge de 22 ans, il est admis au barreau (Colegio de Abogados) de Valence.
Entre 1940 et 1967, il est secrétaire judiciaire à la Magistrature du travail de Valence.
En 1944, il est nommé par concours professeur adjoint (Profesor adjunto). En 1945, il étudie le droit constitutionnel à l'université de Coimbra (Portugal) sous le patronage de l'université de Valence.
Entre 1945 et 1948, il donne des cours de formation politique à la faculté de droit de l'université de Valence. En 1946, il est chargé de cours de préparation au doctorat.
Entre 1949 et 1954, il dirige la revue Claustro du Syndicat espagnol universitaire (SEU, syndicat étudiant phalangiste unique du franquisme, dont l'affiliation était de caractère obligatoire).
Entre 1945 et 1966, il se porte candidat à 11 concours pour des chaires universitaires.
En octobre 1964, il est invité par l'université de Göteborg et celle de Lund pour donner une conférence intitulée «El pensamiento español contemporáneo (« La pensée espagnole contemporaine »). L'année suivante, il voyage en Amérique latine pour donner diverses conférences.
Le 30 mars 1967, il est nommé professeur titulaire (catedrático) de la chaire de droit politique de l'université de Valence, dont il devient directeur du département de droit politique,. Il enseigne le droit politique dans cette université jusqu'à sa retraite en 1981. Parmi ses étudiants figurent Francisco Tomás y Valiente, futur  président du Tribunal constitutionnel, et Lluís Aguiló, spécialiste de la question autonomique valencienne, tous deux antifranquistes notoires.
Parmi ses recherches académiques, les plus importantes sont les travaux historiques qu'il a réalisés sur  le penseur contre-révolutionnaire et traditionaliste Juan Donoso Cortés, et les hommes politiques conservateurs Antonio Maura et José Canalejas.

### Activités politiques et publiques
Pendant Seconde République, il est membre de la Droite régionale valencienne (DRV),, au sein de laquelle, comme la majorité de ses militants et à l'exception notable de son dirigeant Luis Lucia Lucia, Sevilla Andrés adopte une attitude de duplicité devant la République, défendant en façade l'ordre légal institué et travaillant à ourdir un complot contre lui dans l'ombre.
Au moment de la tentative de coup d'État de juillet 1936, il se met à disposition du camp nationaliste. Le soulèvement étant un échec au Pays valencien, il fuit au Pays basque. Au cours de la guerre civile, il se convertit au phalangisme et travaille pour les services de propagande franquiste.
Après la guerre, il collabore activement au régime franquiste et à la mise en place du nouvel État. Il participe aux Tribunaux militaires en tant qu'avocat désigné de la défense des républicains. Cette activité lui vaudra un grand nombre d'inimités au sein du camp des vaincus de la guerre et des défenseurs de la démocratie. Cependant, il aura une relation complexe et fera rapidement preuve d'une certaine ambivalence vis-à-vis de ces derniers, semblant avoir fermé les yeux sur certaines activités de l'antifranquisme, comme celles de la librairie de Paco Dávila, connue comme lieu de réunion de militants notoirement antifranquistes parmi lesquels Vicent Ventura, Joan Fuster, Francesc de Paula Burguera et Doro Balaguer,. Il est aussi l'un des rares professeurs de droit à rendre visite aux étudiants emprisonnés en raison de leur implication dans l'opposition au régime.
Un autre exemple illustrant cette ambiguité est sa relation avec son disciple à l'université Lluís Aguiló. En dissonance par rapport à l'enseignement reçu, ce dernier choisit de réaliser son mémoire de licence sur les élections à Valence durant la Seconde République, travail qui lui permet d'obtenir son diplôme avec la mention « excellent » et de recevoir le prix exceptionnel de licence. Sevilla Andrés l'encourage à poursuivre ses études jusqu'au doctorat et lui fait intégrer la faculté comme chargé de cours en lui laissant une liberté totale. Ainsi, Aguiló, alors qu'il est signataire de manifestes antifranquistes clandestins, traite dans ses cours des systèmes politiques de pays occidentaux considérés comme les plus avancés (France, Royaume-Uni, États-Unis) tout en évitant soigneusement d'évoquer le régime en place en Espagne, et ceci sans jamais être inquiété par son mentor,.
Sevilla Andrés apparaît ainsi à la fois comme défenseur zélé d'une dictature réactionnaire, dont il est un des propagandistes les plus actifs, tout en faisant preuve d'ouverture ou du moins de curiosité devant une grande diversité de courants de pensées, comme l'illustre sa bibliothèque très richement documentée, allant de José Antonio Primo de Rivera à Joan Fuster en passant par Jaime Balmes et les plus grandes figures du marxisme comme Marx, Lénine ou Trotski.
À travers son active collaboration dans la presse locale, il est un personnage public de la politique valencienne pendant toute la durée de sa carrière, parfois entouré de polémiques en raison de prises de position idéologiques radicales servies par un verbe incisif,.
En 1958 il est nommé procurateur (es) aux Cortes (jusqu'en 1967), puis plus tard membre du Conseil national du Movimiento, (l'appareil d'État de l'Espagne franquiste), député provincial et vice-président de la députation provinciale de Valence,.
C'est lui qui il est à l'origine de la violente campagne de presse dirigée contre Joan Fuster après la publication d’El País Valenciano en 1962,,. La campagne commence dans Levante, organe de presse du Movimiento, dans un contexte alors difficile pour le régime, voyant le syndicat étudiant unique SEU massivement infiltré par des militants antifranquistes. En tant qu'universitaire et fidèle du régime, Sevilla Andrés figure aux premières loges de cette situation et perçoit le danger que représentent les idées de Fuster pour l'hégémonie du régionalisme franquiste à Valence. Le 22 décembre 1962, il publie un premier article, intitulé «Burguesía y separatismo» (« Bourgeoisie et séparatisme »), dénonçant le danger que courrait la région valencienne face à un prétendu impérialisme catalan. Il ajoutait : « La personnalité valencienne […] requiert un traitement un peu plus délicat que celui des nouveaux nazis […] qui parlent de pays catalans ».
Le même mois, il publie un nouvel article intitulé «Alerta a los valencianos» (« Alerte aux Valenciens »), d'une teneur similaire. La publication d’El País Valenciano lui fournit un prétexte pour prévenir le public du danger que représentait ces idées, « qui ont un écho dans des livres [...] qui peuvent être achetés dans n'importe quelle librairie » et ainsi se faire valoir comme un loyal défenseur du franquisme. En récompense des services rendus au régime, il est désigné membre du Conseil national du Movimiento Nacional, procurateur (es) aux Cortes en 1964 et titulaire de la chaire de droit politique à l'université de Valence en 1967.
En 1975, le régime franquiste vivant ses dernières instants, Sevilla Andrés intervient dans Las Provincias en défense d'une ouverture contrôlée du régime pour éviter sa disparition qu'il considère comme un danger pour l'Espagne, dans la ligne des secteurs immobilistes représentés par Manuel Fraga. Ce dernier lui propose d'intégrer  les listes du parti Alianza Popular pour le Sénat à l'occasion des élections générales de 1977, premier scrutin démocratique depuis la guerre civile, mais Sevilla Andrés refuse, considérant que le temps de la politique est pour lui passé et souhaitant se consacrer à son travail de professeur à l'université.
En 1970 il intègre le Centre de culture valencienne («Centro de Cultura Valenciana»). L'entité est renommée Académie de culture valencienne (en catalan : Acadèmia de Cultura Valenciana) en 1978, qui se fait rapidement connaître pour être, avec Lo Rat Penat, un bastion du sécessionnisme linguistique valencien en niant toute légitimité aux Normes de Castellón — normes orthographiques adoptées en 1932 et dont l'usage est généralisé — et en promouvant des contre-normes orthographiques, les Normes del Puig pour le valencien.
Sevilla Andrés est ainsi l'un des principales figures universitaires ayant contribué à la gestation et au développement du blavérisme, mouvement régionaliste valencien surgi durant la transiton démocratique des secteurs post-franquistes de la ville de Valence et caractérisé par son anticatalanisme radical,.

### Mort et postérité
Il meurt le 30 août 1982 d'une crise d'hypertension.
Sa famille a fait don de son importante bibliothèque à la Bibliothèque valencienne Nicolau Primitiu.
En 1997, quinze ans après sa mort, une proposition de Vicent Franch de renommer la bibliothèque de la faculté de droit en son hommage suscite une polémique,.

## Pensée politique
Sevilla Andrés grandit dans un milieu familial très imprégné de valeurs sociales et religieuses conservatrices, qu'il assumera pleinement. Tout au long de sa vie active, il est un remarquable défenseur du franquisme, qu'il sert aussi bien avec un discours propagandiste que dans des études académiques consacrées à de grandes figures réactionnaires de la tradition espagnole, comme le philosophe Juan Donoso Cortés, et les hommes politiques conservateurs Antonio Maura (notamment son concept de « révolution d'en haut ») et José Canalejas,. Il justifie le soulèvement nationaliste de juillet 1936 par la supériorité morale qu'il attribue aux rebelles, contre la légitimité démocratique des urnes.

## Principales publications
- 1950 : Tratado de derecho constitucional (legislación extranjera)[1].
- 1948 : Esquema de historia constitucional de España[1].
- 1954 : Antonio Maura, la revolución desde arriba[1].
- 1956 : Canalejas[1].
- 1959 : Del 19 de marzo al 14 de abril[1].
- 1954 : Historia política de la España roja[1].
- 1959 : De la república al comunismo[1].
- 1957 : El Portugal de Oliveira Salazar[1].
- 1960 : La revolución de 1854[1].
- 1960 : África en la política española del siglo XIX[1].
- 1974 : Historia política de España (1800-1973)[1].

## Récompenses
- 1952 : premio de Cultura Hispánica (« prix de culture hispanique »), pour son travail sur le constitutionnalisme hispanique[1] ;
- 1953 : premio Nacional Aedos de Biografía (« prix national Aedos de biographie »), pour son travail sur l'homme politique conservateur Antonio Maura[1],[33] ;
- 1955 : premio Centenario Donoso Cortés[1] (« prix centenaire Donoso Cortés ») ;
- 1959 : commandeur (Encomienda) de l'ordre d'Isabelle la Catholique[1],[33] ;
- 1959 : premio África de literatura (« prix Afrique de littérature »), pour son œuvre África en la política española del siglo XIX (« L'Afrique dans la politique espagnole du XIXe siècle »)[1],[33] ;
- 1963 : premio Senyera del Ayuntamiento de Valencia (« Prix senyera de la municipalité de Valence ») pour son travail Perfiles demográficos de la población de Valencia (1800-1900)[1],[34](« Profils démographiques de la population de Valence (1800-1900) »).